# Bunzi Mons
Il Bunzi Mons è una struttura geologica della superficie di Venere.